# Śmieciarka blada
Śmieciarka blada (Xenophora pallidula) – gatunek średniej wielkości ślimaka morskiego z rodziny Xenophoridae. Występuje w bentosie szelfu kontynentalnego wokół Afryki Południowej, Japonii, w Indo-Pacyfiku.

## Etymologia nazwy
Nazwa rodzajowa (Xenophora) odzwierciedla zdolności ślimaka do trwałego wbudowywania w muszlę najrozmaitszych ciał obcych (gr. xenos – obcy, phorein – przenosić), epitet gatunkowy ( łac. pallidula – zupełnie blada).

## Cechy morfologiczne

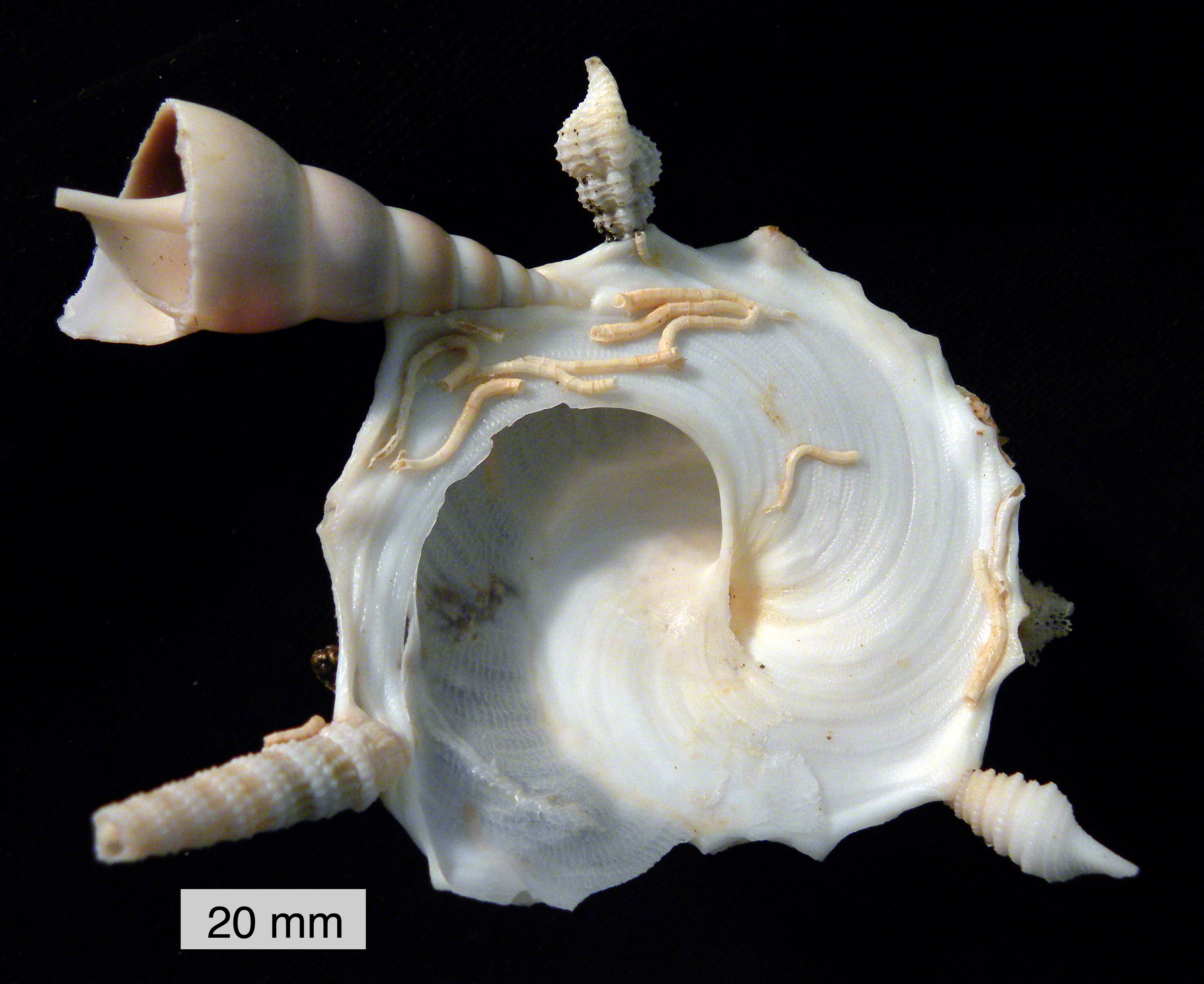
Widok od strony otworu muszli śmieciarki bladej

Muszle średniej wielkości (średnica od 2,2 do 10 cm), o niskiej, szeroko stożkowatej skrętce, z zaostrzonymi obwodowymi krańcami skrętów. Muszla cienka. Na wszystkich skrętach, zwłaszcza na obwodzie i w dolnej części, ślimak wbudowuje muszle innych mięczaków, koralowce, kamyki. Muszle przyczepiane są w regularnych odstępach, promieniście. Dołek osiowy wąski, ale głęboki. Podstawa muszli z promieniście rozbiegającymi się łukowatymi powrózkami. Szew nieregularny, wgłębiony. Powierzchnia muszli tam, gdzie nie ma wbudowanych „obcych” elementów jest biała, delikatnie karbowana. Wieczko cienkie, gładkie, konchiolinowe. Otwór muszli owalny, lekko spłaszczony, biały, z porcelanowym połyskiem.
Dobrze rozwinięta noga jest podzielona na dwie części, z których jedna (tylna) wytwarza i przenosi wieczko, a druga (przednia) służy do lokomocji. Para czułków na głowie, oczy leżą u ich podstawy.

## Występowanie
Występuje w wodach wokół Afryki Południowej, Japonii, w Indo-Pacyfiku. Gatunek niezbyt pospolity.

## Biologia i ekologia

### Zajmowane siedliska
Żyją w sublitoralu, aż do podnóży stoku kontynentalnego. W środowisku poruszają się szybkimi skokami.

### Maskowanie muszli
Podobnie jak inni przedstawiciele Xenophoridae, mają zdolność do wbudowywania w zewnętrzną ścianę muszli najrozmaitszych przedmiotów i ciał obcych, które znajdują w otaczającym je środowisku, m.in.: kamyków, muszli innych mięczaków, szkieletów i żywych kolonii koralowców, gąbek, rurek wieloszczetów. Obiekty te są przytwierdzane do muszli za pomocą wydzieliny produkowanej przez nogę. Wydzielina ta produkowana jest przez całe życie ślimaka.